# Ernest Dichter
Ernest Dichter, född 14 augusti 1907 i Wien, död 21 november 1991 nära Peekskill, New York, var en ledande österrikisk‐amerikansk  motivationsforskare. Dichter föddes i Österrike men utvandrade till och var verksam i Förenta Staterna. Dichter grundade sin praktik på psykoanalytisk teori och var en pionjär inom forskningen om att förstå det mänskliga psykets beslutsprocesser.
Dichters idéer tillämpades på kommersiell marknadsföring. Bland annat samarbetade Electrolux med Dichter.